# آغای بزرگ
آغای بزرگ که همچنین با نام مستوره خانم یا مستوره خاتون شناخته می‌شود یک صوفی مقدس بود که در روزگار دودمان شیبانیان  در خانات بخارا می‌زیست.
آگاهی‌های نخستین دربارهٔ او در «مظهر الجایب و مجمع الغرایب» آمده است که در میانه‌های دههٔ ۱۵۵۰ به عنوان داستانی نوشته شده‌است دربارهٔ آموزش‌ها و سیر معنوی زنی که در سرزمین خوزر در نزدیکی نخشب (نسف) زندگی می‌کرد.
این داستان از سوی حافظ بصیر نوشته شده‌است که از منابع گوناگون به دلیل پیوندش با برادران صوفی نقشبندیه و صوفی یسویه شناخته شده‌است. او زمان فراوانی را با آغای بزرگ گذراند. آغای بزرگ را همسر پیشین شیبانی خان و همسر عبیدالله خان بخارا - مغول خانم - ارج بسیار می‌نهاد. زمانی که آغای بزرگ بیمار شد، مغول خانم پیشنهاد داد که پزشکان را از بخارا بیاورد، اما آغای بزرگ، این پیشنهاد را نپذیرفت. مغول خانم شعری ترکی به یاد آغای بزرگ سروده‌است. دربارهٔ کارهای آغای بزرگ برای نخستین بار در سده ۲۱ نویسندهٔ ازبکستانی گ.امین‌آوه  پژوهش کرد.

## مزار
بعداً، یک آرامگاه ساخته‌شد که در شهرستان جاندار در استان بخارا در ازبکستان جای داشت. امروزه آن آرامگاه «قیزبی‌بی» نامیده می‌شود. این مکان پیش از این پناهگاه دراویش و خواجگان بوده‌است.
کهن‌ترین بخش گورستان قیزبی‌بی جای خاکسپاری زن ارجمند؛ آغای بزرگ است که در سال ۱۵۲۳ درگذشت.

## بن‌مایه
- همکاری‌کنندگان ویکی‌پدیا، «Ага-и бузург»، ویکی‌پدیای روسی، دانشنامهٔ آزاد (بازیابی ۰۸ دی ۱۴۰۰)
- آی‌بِک اسکندرویچ رجبُف. «The holy architectural complex Qizbibi in Bukhara» (PDF). International Journal of History. دریافت‌شده در ۸ دی ۱۴۰۰.